# Raoul Rolland
Pour les articles homonymes, voir Raoul.
Raoul Rolland de Kerloury est un évêque catholique né au manoir de Kerloury, en Plounez (aujourd'hui commune de Paimpol), propriété de sa famille jusqu'en 1920.

## Biographie
Bien que bretonnant Raoul Rolland a commencé sa carrière ecclésiastique en Provence à la cour pontificale d'Avignon. En 1418 il est docteur in utroque jure, chanoine puis sacriste de Carpentras, chanoine de Valence. Il devient un familier de Jean de Bronhiac le vice chancelier et entre à la curie. Il devient alors chanoine de Tréguier de Saint-Brieuc et de Rennes et archidiacre du Désert, Eugène IV en fait son chapelain et le nomme auditeur au sacré palais apostolique, représentant de la France au tribunal ecclésiastique de la Rote romaine. Il est nommé évêque de Tréguier par le pape le 13 septembre 1434. Il rédigea un important recueil de droits et recettes de l'évêché de Tréguier connu sous le nom de « raoulin » et meurt en 1441. Son frère, Olivier Rolland, fut chanoine du Mans de Quimper et de Tréguier est chantre de Dol-de-Bretagne le 14 mars 1431. Tous deux marquèrent leur attachement à leur paroisse d'origine en créant une fondation du nom de St-Jean, desservie dans l'église paroissiale de Plounez moyennant une rente de 200 livres.

## Armes
La famille Rolland porte : D’argent à trois aiglons d’azur, membrés et becqués d’or

## Sources
- Catalogues des évêques de Tréguier – Bulletin et Mémoires de la Société d'émulation des Côtes-d'Armor. 1929.
- Le clergé séculier dans le diocèse de Tréguier – Bulletin et Mémoires de la Société d'émulation des Côtes-d'Armor. 1976.
- Le manoir de Kerloury, par C. Jacob – Les Carnets du Goëlo no 10 (1994), bulletin de la Société d'études historiques et archéologique du Goëlo